# Chrysosoma zephyrum
Chrysosoma zephyrum är en tvåvingeart som först beskrevs av Jacques-Marie-Frangile Bigot 1858.  Chrysosoma zephyrum ingår i släktet Chrysosoma och familjen styltflugor.
Artens utbredningsområde är Gabon. Inga underarter finns listade i Catalogue of Life.